# Sanctions contre la Yougoslavie
Les sanctions contre la Yougoslavie sont un ensemble de sanctions mises en place par les Nations unies, les États-Unis et l'Union européenne pour sanctionner la Yougoslavie, c'est-à-dire plus concrètement dès 1992, la Serbie et le Monténégro, vis-à-vis de son attitude lors des Guerres de Yougoslavie.

## Histoire

### Première période liée à la guerre en Bosnie: 1991-1995
En juin 1991, la Slovénie et la Croatie déclarent leur indépendance. En septembre 1991, le Conseil de sécurité des Nations unies par la résolution 713 décrète un embargo sur les armes contre la Yougoslavie, qui s'appliquent à toutes les États issus de celle-ci,, cependant celui est particulièrement contournés notamment par l'Allemagne au bénéfice de la Croatie et de la Bosnie, mais également par l'Iran, la Turquie et l'Arabie Saoudite. En novembre 1991, l'Union européenne met en place des sanctions économiques contre la Yougoslavie, en interdisant ses importations de textile venant de Yougoslavie et en supprimant ses aides au développement.
En avril 1992, à la suite de la reconnaissance de l'indépendance de la Bosnie par l'Union européenne, la guerre de Bosnie éclate. En mai 1992, le Conseil de sécurité des Nations unies par la résolution 757, met en place un embargo contre la Yougoslavie,. En juillet 1992, l'OTAN met en place un contrôle aérien et maritime des marchandises, pour faire respecter les sanctions. En novembre 1992, le Conseil de Sécurité des Nations unies met en place d'autres sanctions contre la Yougoslavie, puis les renforcent encore par la résolution 820 en avril 1993, avant de les étendre aux entités liée aux bosniaques serbes en septembre 1994 par la résolution 942, alors que dans le même temps certains dispositions des sanctions sur des domaines comme le transport aérien, le sport ou la culture sont réduites. La résolution 820, étend l'embargo sur les biens, et inclut une interdiction de services financiers à la Yougoslavie, ainsi qu'un gel de ses actifs financiers à l'étranger et un blocus sur les accès routiers à la Yougoslavie.
À partir de 1994 et en 1995, l'implication armée de l'OTAN se renforce, ce qui permet en 1995 la signature des accords de Dayton, le 21 novembre, qui en plus de régler des problématiques territoriales, de mettre en place une force de stabilisation, réduisent les sanctions contre la Yougoslavie, notamment en supprimant l'embargo sur les armes et les sanctions économiques. En juin 1996, les dispositions restantes de l'embargo sur les armes mis en place par le Conseil de sécurité sont levées. La fin symbolique des sanctions contre la Yougoslavie a lieu en octobre 1996, à la suite d'élections en Bosnie.

### Seconde période liée à la guerre au Kosovo: 1996 - 2000
En 1996, un embargo sur les armes contre la Yougoslavie est mis en place par l'Union européenne.
En 1997, une interdiction de mener des investissements en Yougoslavie est mise en place.
En mars 1998, le Conseil de sécurité des Nations unies par la résolution 1160, décrète un embargo sur les armes contre la Yougoslavie. En juin 1998, le gels des actifs financiers du gouvernement de Yougoslavie et mis en place. En septembre 1998, la compagnie aérienne nationale serbe JAT ne peut plus desservir les pays de l'Union européenne.
En avril 1999, l'exportation de pétrole vers la Yougoslavie est interdite, le gel des actifs financiers est étendue aux personnalités entourant Slobodan Milošević et aux entreprises publiques. Dans le même temps, une interdiction de voyager en Union européenne est mise en place pour un certain nombre de personnalités. En mai 1999, les compagnies aérienne européennes sont interdites desservir la Yougoslavie. En juillet 1999, l'interdiction des compagnies aérienne européennes de desservir la Yougoslavie est levée, ainsi que l'interdiction des sportifs yougoslaves de participer à des compétitions européennes.
En mars 2000, l'embargo est levé de manière provisoire pour un durée d'un an. En octobre 2000, les sanctions contre la Yougoslavie sont levées. Ces sanctions concernaient notamment l'exportation de pétrole vers la Yougoslavie et l'interdiction de desservir la Yougoslavie par avion, cette dernière sanction ayant été supprimée de facto en février 2000. Cependant le gels des actifs financiers et l'interdiction de voyager de 580 personnalités politiques restent en place.